# Eigenschap (filosofie)
In de moderne filosofie, wiskunde en logica is een eigenschap iets dat inherent is aan een object.
Eenvoudig gesteld betekent het dat het als nadere bepaling aan iets wordt toegevoegd. Voorbeeld: Van een rood object zegt men bijvoorbeeld dat het de eigenschap 'roodheid' bezit. ("De ondergaande zon is rood.")
Een eigenschap kan zelf als een object worden beschouwd dat zelf weer over eigenschappen kan beschikken. Voorbeeld: Van een object zegt men bijvoorbeeld dat de 'kleur' van het object de eigenschap 'roodheid' bezit. ("De kleur van ondergaande zon is rood.")
Eigenschappen zijn daarom onderworpen aan de paradoxen van Russell en Grelling-Nelson. Een eigenschap verschilt in die zin van het logische concept van een klasse, dat op een eigenschap het begrip extensionaliteit niet van toepassing is, en van het filosofische concept van klasse in de zin dat een eigenschap wordt gezien als verschillend van de objecten die de betreffende eigenschap bezitten.
In de klassieke aristotelische terminologie is een eigenschap (proprium) een van de vijf predikabiliteiten. Het is een niet-essentiële kwaliteit van een 'species' (soort), (zoals een accident), maar een kwaliteit die niettemin karakteristiek aanwezig is in de leden van die 'species' (en niet in andere 'species'). Het "vermogen om te lachen" kan bijvoorbeeld worden beschouwd als een speciale karakteristiek van menselijke wezens. De "lach" is echter geen essentiële kwaliteit van de soort mens, dit omdat in de aristotelische definitie van het "rationale dier" de 'lach' geen noodzakelijke voorwaarde is. In het klassieke raamwerk zijn eigenschappen dus karakteristieke, maar niet-essentiële kwaliteiten.
Een eigenschap kan worden geclassificeerd als 'bepaald' of 'bepaalbaar'. Een 'bepaalbare' eigenschap kan meer specifiek worden gemaakt, bijvoorbeeld de eigenschap kleur kan in eerste instantie beperkt zijn tot mates van 'roodheid' en 'blauwheid', maar kan indien gewenst worden uitgebreid (meer specifiek worden gemaakt) tot een keuze uit de bijna 17 miljoen waarden uit het RGB-kleursysteem. Een 'bepaalde' eigenschap kan daarentegen niet meer specifiek worden gemaakt. Dit onderscheid speelt een rol in beschouwingen over zaken als identiteit.
In wiskundige termen is een eigenschap "p" voor de elementen van een verzameling X meestal gedefinieerd als de functie p: X → {waar, onwaar} die aangeeft of een element de eigenschap bezit of niet, of ook als de deelverzameling Xp= {x| p(x) = waar} van X van de elementen die de eigenschap bezitten. De functie p is de indicatorfunctie van Xp. Men kan tegenwerpen (zie boven) dat deze definitie slechts de extensie van een eigenschap behandelt, en niets zegt over de oorzaken waarom de eigenschap p geldt voor precies deze waarden.